# マイ・ベイビー・ジャスト・ケアズ・フォー・ミー
「マイ・ベイビー・ジャスト・ケアズ・フォー・ミー」(My Baby Just Cares for Me) は、ウォルター・ドナルドソンが作曲し、ガス・カーンが作詞した、ジャズのスタンダード曲。もともとはミュージカル・コメディ『Whoopee!』の映画版『フーピー (Whoopee!)』のために書かれた曲で、映画の中でこの曲を歌ったエディ・カンターのシグネチャーソングとなった。1958年にニーナ・シモンが吹き込んだ、独特のスタイルのバージョンは、1987年に香水のコマーシャルに使用されたのをきっかけにイギリスでトップ10入りするヒットとなり、シモンの再評価へとつながった。

## ニーナ・シモンの録音
シモンはこの曲を1958年に、アルバム『Little Girl Blue』のために吹き込んだ。この録音は、さほど知られることはなかったが、イギリスでこの音源の権利を保有していたチャーリー・レコードは、1982年に7インチ・シングルなどを出し、1985年には12インチ・シングルをリリースするなど、1980年代にこの音源の再発に取り組んだ。
1987年には、クレイアニメによるミュージック・ビデオをアードマン・アニメーションズが制作し、ピーター・ロードが監督を務めた。このビデオでは、歌手の黒猫や、彼女に恋する白猫など、猫のキャラウターたちが登場する。また、ピアノや、スネアドラムのブラッシング、ダブルベースの演奏のディテール・ショットによる映像も挿入されている。このビデオはMTVで頻繁に放送された。
チャーリー・レコードから改めて再リリースされたこの曲のシングルは、 1987年10月31日に全英シングルチャートに登場し、最高5位まで上昇して、シモンにとっては19年ぶりのチャート入り、最大級のヒット作となった。この曲は、いくつかのヨーロッパの国々においてもシングル・チャートでトップ10入りを果たし、オランダのネーダラントス・トップ40では首位に立った。
この曲はまた、1987年（あるいは1989年ころ）にイギリスで放送されたシャネルNo.5のテレビCMで使用されて注目された。
シモンのバージョンは、1994年の映画『シャロウ・グレイブ』のサウンドトラックにも取り上げられた。

### チャートの動き
| チャート（1958年）                              | 最高位 |
| ----------------------------------------------- | ------ |
| イギリス 全英シングルチャート                   | 82     |
| チャート（1987年/1988年）                       | 最高位 |
| オーストリア エードライ・アオストリア・トップ40 | 8      |
| オランダ ネーダラントス・トップ40               | 1      |
| フランス SNEPシングル・チャート                 | 9      |
| スイス シュヴァイツァー・ヒットパラーデ         | 5      |
| イギリス 全英シングルチャート                   | 5      |

| 先代 「Faith」 ジョージ・マイケル | ネーダラントス・トップ40 シングル首位 1987年12月26日 – 1988年1月8日 (2週) | 次代 「China in Your Hand」 トゥ・パウ |

## その他の主なカバー
- フランク・シナトラ - 1966年のアルバム『夜のストレンジャー』に収録[19]。
- アレックス・チルトン - 1993年のアルバム『Clichés』に収録。2013年発売のライブ・アルバム『Electricity By Candlelight NYC 2/13/97』にも収録[20]。
- ジョージ・マイケル - 1999年のカバー・アルバム『ソングス・フロム・ザ・ラスト・センチュリー』に収録[21]。
- ウディ・アレンが監督・主演した1996年の映画『世界中がアイ・ラヴ・ユー』で[1]、ホールデン・スペンス役のエドワード・ノートンとローラ・ダンドリッジ役のナタリー・ポートマンがカバー。1997年にリリースされたサウンドトラック・アルバム『Everyone Says I Love You - The Original Soundtrack Recording』にも収録された[22]。